# Liste der Kulturdenkmale in Calvörde

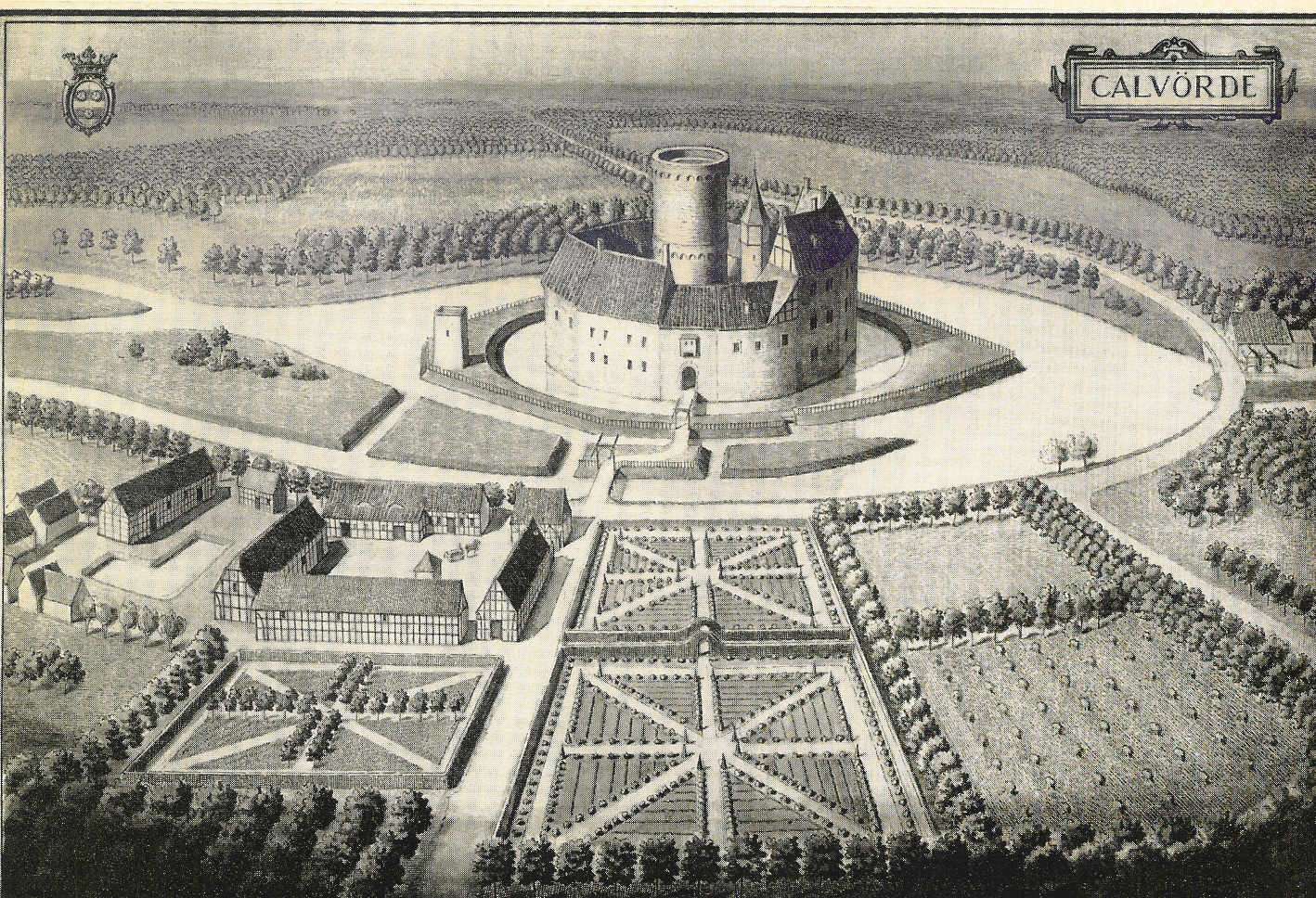
Burg Calvörde um 1600

In der Liste der Kulturdenkmale in Calvörde sind alle Kulturdenkmale der Gemeinde Calvörde (Landkreis Börde) und ihrer Ortsteile aufgelistet. Grundlage ist das Denkmalverzeichnis des Landes Sachsen-Anhalt, das auf Basis des Denkmalschutzgesetzes vom 21. Oktober 1991 erstellt und seither laufend ergänzt wurde (Stand: 31. Dezember 2022).

## Kulturdenkmale nach Ortsteilen

### Marktflecken Calvörde
| Lage | Bezeichnung                                | Beschreibung | Erfassungs- nummer | Ausweisungsart               | Bild |
| --- | ------------------------------------------ | --- | ------------------ | ---------------------------- | --- |
| Hasselburger Weg (Karte)                                                                                 | Jüdischer Friedhof                         | Die übriggebliebenen Grabsteine wurden restauriert und wieder aufgestellt. Das Gelände wurde eingezäunt und zählt zu den seltenen jüdischen Friedhöfe vor Ort zwischen Altmark und Börde. |                    | Baudenkmal                   | Jüdischer Friedhof |
| Am Markt 1, 2, 3, 4, 5, 6, 7, 10, 11, An der Kirche 1, 2, 3, 5, Geschwister-Scholl-Straße 26, 27 (Karte) | Platz                                      | | 094 82747          | Denkmalbereich               | [[Vorlage:Bilderwunsch/code!/C:52.39658619,11.29991859!/D:Am Markt 1, 2, 3, 4, 5, 6, 7, 10, 11, An der Kirche 1, 2, 3, 5, Geschwister-Scholl-Straße 26, 27,!/\|BW]] |
| Am Markt 1 (Karte)                                                                                       | Ratskeller                                 | Eine historische Gaststätte in der Stadt Calvörde. Nach einem Brand im 19. Jahrhundert wurde das heute dort stehende Gebäude errichtet. Noch heute ist der Rathskeller ein wichtiger Anlaufpunkt für die Bürger von Calvörde. |                    | Baudenkmal                   | Weitere Bilder |
| Am Markt 7 (Karte)                                                                                       | Brüder-Grimm-Schule                        | Die Brüder-Grimm-Schule ist die Stadtschule am Marktplatz neben dem Wahrzeichen von Calvörde, der St.-Georgs-Kirche. Sie ist eine allgemeinbildende Schule (Sekundarschule) für die Klassenstufen 5 bis 10. Die Aula im Dachgeschoss ist nach der Erweiterung durch das Draufsetzen eines dritten Stockwerkes geschaffen wurden.                                                                             |                    | Baudenkmal                   | Weitere Bilder |
| Marktplatz (Karte)                                                                                       | Marktplatz                                 | Im Jahr 1343 stand das erste Rathaus von Calvörde auf dem Marktplatz, welches 1492 abgebrannt ist. Auch die Vorgängerkirchen der heutigen St.-Georgs-Kirche standen hier am Markt. Ebenso stand hier schon früh die erste Schule. |                    | Baudenkmal                   | Marktplatz |
| An der Kirche 1–3, 5 (Karte)                                                                             | St.-Georgs-Kirche                          | St.-Georgs-Kirche, eine prachtvoll geschmückte Kirche mit zahlreichen Details im Innern der Kirche wie Epitaphe, altes Uhrwerk, Wandmalereien, Deckenmalereien, historischer Taufstein und schmuckvolle Orgel. Es ist die nachweislich vierte Pfarrkirche in der Stadt und das Wahrzeichen von Calvörde. Ihr hoher Turm ist weitreichend in der Region zu sehen. Der Glockenturm besitzt momentan 3 Glocken. |                    | Baudenkmal                   | Weitere Bilder |
| An der Schlosswiese 10 (Karte)                                                                           | Burg                                       | Die Burg zählt du den ältesten Wasserburgen hier zu Lande. Ihr Ursprung geht bis in die Slawen-Zeit zurück. Sie war Aufenthaltsort der Pfandbesitzer und der Fürsten von Braunschweig. Einige der Fürsten waren sogar ganze Jahreszeiten vor Ort. Noch heute bietet die Burg zahlreiche Geheimnisse. |                    | Baudenkmal                   | Burg |
| Bahnhofstraße 9 (Karte)                                                                                  | Bahnhofsgebäude                            | Architektonisch ist das Bahnhofsgebäude in der Region einzigartig, seine komplizierte Dachkonstruktion ist mit Ziegeln ausgestattet. Der massive Ziegelbau ist im oberen Drittel mit Holz verkleidet. |                    | Baudenkmal                   | BW |
| Gänsemarkt 7–11 (Karte)                                                                                  |                                            | |                    | Baudenkmal                   | BW |
| Gartenstraße 3 (Karte)                                                                                   | Wohnhaus                                   | Hoch gebautes Fachwerkhaus, seine Gefache sind aus Ziegelsteinen. Durch die sehr enge Gartenstraße kommt das massive denkmalgeschützte alte Wohnhaus richtig zur Geltung |                    | Baudenkmal                   | Wohnhaus |
| Geschwister-Scholl-Straße 1–16, 20–26, 36–52 (Karte)                                                     | St.-Georg-Hospital                         | Es wird vermutet, dass das Hospital mit den Pestzeiten entstand, die im 14., im 15. und im 16. Jahrhundert, besonders aber 1566 Calvörde heimsuchten. |                    | Baudenkmal                   | St.-Georg-Hospital |
| Geschwister-Scholl-Straße 19 (Karte)                                                                     | Haus der Begegnung                         | Vor 1999 war im Gebäude die Sozialstation von Calvörde ansässig. Im Jahr 2000 wurde das Gründerzeithaus saniert und beherbergt heute acht seniorengerechte Wohnungen und einen Gemeinschaftsbereich. |                    | Baudenkmal                   | Haus der Begegnung |
| Geschwister-Scholl-Straße 29 (Karte)                                                                     | Vibranssches Haus                          | Wohn- und Geschäftshaus in der Altstadt |                    | Baudenkmal                   | BW |
| Geschwister-Scholl-Straße 34 (Karte)                                                                     | Karl-Liebknecht-Haus                       | Einst war es eine unter dem Namen „Zum Deutschen Kaiser“ stehende Gaststätte, heute ist der massiv gebaute Ziegelbau ein Wohnhaus. |                    | Baudenkmal                   | Karl-Liebknecht-Haus |
| Geschwister-Scholl-Straße 41 (Karte)                                                                     | Wohnhaus                                   | Das Fachwerkwohnhaus steht unweit des ehemaligen Calvörder Eiskellers. | 094 82779          | Baudenkmal                   | Wohnhaus |
| Geschwister-Scholl-Straße 45 (Karte)                                                                     | Hospital                                   | | 094 82780          | Baudenkmal                   | BW |
| Halbemondstraße 1 (Karte)                                                                                | Ackerbürgerhof                             | Ackerbürgerhof und Ackerbürgerwohnhaus liegen im Calvörder Hünerdorf. Sie stammen aus der Zeit nach dem großen Stadtbrand um 1700. |                    | Baudenkmal                   | Ackerbürgerhof |
| Halbemondstraße 6 (Karte)                                                                                | Ackerbürgerhof                             | Ackerbürgerhof im Hünerdorf unweit des ehemaligen Eiskellers von Calvörde. Das Ackerbürgerhaus wird bewohnt und der Ackerbürgerhof mit seinen Ställen wird noch heute genutzt. |                    | Baudenkmal                   | Ackerbürgerhof |
| Hegstraße 1, 3, 4 (Karte)                                                                                | Häusergruppe                               | | 094 82764          | Baudenkmal                   | BW |
| Hinterstraße 1–4/Kellerstraße 3/3a (Karte)                                                               | Straßenzeile                               | | 0948 2753          | Baudenkmal                   | BW |
| Neustadtstraße 3 (Karte)                                                                                 | Wohnhaus                                   | Das heutige Wohnhaus ist ein massiver Fachwerkbau. Es stammt aus dem späten 18. Jahrhundert und wurde um das Jahr 2000 rundum saniert. |                    | Baudenkmal                   | Wohnhaus |
| Neustadtstraße 7 (Karte)                                                                                 | Wohnhaus                                   | Wohnhaus | 094 82731          | Baudenkmal                   | BW |
| Neustadtstraße 7 (Karte)                                                                                 | Synagoge Calvörde                          | Synagoge Auf dem Hof steht ein alter Ziegelbau, der auf eine jüdische Gemeinde in Calvörde hindeutet. | 094 82731 001      | Teilobjekt eines Baudenkmals | BW |
| Neustadtstraße 19 (Karte)                                                                                | Ehemaliges Amtsgericht, jetzt Heimatmuseum | Das ehemalige Amtsgericht Calvörde steht auf dem damaligen Amts-Gut, es zählt zu den schönsten Fachwerkbauten in Calvörde und beherbergt heute das Heimatmuseum. |                    | Baudenkmal                   | Ehemaliges Amtsgericht, jetzt Heimatmuseum |
| Neustadtstraße 21–27 (Karte)                                                                             | Straßenzeile                               | | 094 82740          | Baudenkmal                   | BW |
| Neustadtstraße 32 (Karte)                                                                                | Wohnhaus Neustadtstraße 32                 | Das Fachwerkhaus besitzt eine Freitreppe und wurde um das Jahr 1800 errichtet. Es wurde zwischenzeitlich als Polizeistation verwendet, zu dieser Zeit wurde das Gebäude rundum saniert. |                    | Baudenkmal                   | Wohnhaus Neustadtstraße 32 |
| Oebisfelder Straße 2 (Karte)                                                                             | Schwesternhaus                             | Fachwerkgebäude und ehemalige Schwesternstation |                    | Baudenkmal                   | Schwesternhaus |
| Oebisfelder Straße 9 (Karte)                                                                             | Försterei                                  | Die Herzogliche Försterei ist ein Fachwerkgebäudekomplex. Von hier aus wurde der riesige Calvörder Staatsforst verwaltet. In dem Gebäudekomplex gab es Wohnräume für den Förster, Arbeitsräume, Ställe für Pferde und Räume für die Gegenstände, die für die Arbeiten in dem Forst benötigt wurden. |                    | Baudenkmal                   | Försterei |
| Polschebockstraße 1 (Karte)                                                                              | Wohnhaus                                   | Fachwerkhaus |                    | Baudenkmal                   | Wohnhaus |
| Temps Mühle 2 (Karte)                                                                                    | Mühle                                      | |                    | Baudenkmal                   | BW |
| Calvörder Friedhof (Karte)                                                                               | Friedhofskapelle                           | Eine erst sehr spät (1920er Jahre) errichtete Friedhofskapelle auf dem Calvörder Friedhof |                    | Baudenkmal                   | Friedhofskapelle |
| Calvörder Friedhof (Karte)                                                                               | Grabmal der Familie Vibrans                | Das Grabmal besteht aus drei Platten und einer Stele mit kleinen Details. |                    | Baudenkmal                   | Grabmal der Familie Vibrans |
| Calvörder Friedhof (Karte)                                                                               | Kriegerdenkmal                             | Denkmal in Tempelform mit sechs Trägersäulen und vielen Einzeldetails, wie Reichsadler, Eisernes Kreuz und Ehrenkranz |                    | Baudenkmal                   | Kriegerdenkmal |
| Calvörder Forst (Karte)                                                                                  | Denkmal Klare Grete                        | Gedenkstein mit Raststätte am Denkmal. Die versiegte Quelle wurde durch einen Gedenkstein vor Ort verewigt. |                    | Baudenkmal                   | Denkmal Klare Grete |

### Berenbrock
| Lage                                  | Bezeichnung    | Beschreibung | Erfassungs- nummer | Ausweisungsart | Bild           |
| ------------------------------------- | -------------- | --- | ------------------ | -------------- | -------------- |
| Lindenstraße 1 und 2, 7–10 (Karte)    | Häusergruppe   | Straßenansicht |                    | Baudenkmal     | BW             |
| Lindenstraße 3 (Karte)                | Bauernhof      | Fachwerkhaus mit zahlreichen kleinen Details                                                                                               |                    | Baudenkmal     | Bauernhof      |
| Vor dem Dorfgemeinschaftshaus (Karte) | Kriegerdenkmal | Die auf einem Sockel stehende, detailreiche Säule erinnert an die gefallenen Söhne der ehemaligen Gemeinde Berenbrock im Ersten Weltkrieg. |                    | Baudenkmal     | Kriegerdenkmal |

### Elsebeck
| Lage                      | Bezeichnung    | Beschreibung | Erfassungs- nummer | Ausweisungsart | Bild           |
| ------------------------- | -------------- | --- | ------------------ | -------------- | -------------- |
| Dorfstraße (Karte)        | Dorfkirche     | Die Dorfkirche ist eine Ziegelbau und besitzt eine Glocke, sie gehört zur Landeskirche Braunschweig und befindet sich im Zentrum des Runddorfs Elsebeck. |                    | Baudenkmal     | Dorfkirche     |
| Friedhof Elsebeck (Karte) | Kriegerdenkmal | Kriegerdenkmal für die Gefallenen des Ersten Weltkrieges in Form eines Vierkants auf einem Sockel, geschmückt mit vielen Details                         |                    | Baudenkmal     | Kriegerdenkmal |

### Dorst
| Lage                 | Bezeichnung | Beschreibung | Erfassungs- nummer | Ausweisungsart | Bild       |
| -------------------- | ----------- | --- | ------------------ | -------------- | ---------- |
| Dorfstraße 5 (Karte) | Taubenturm  | Heute wird der Taubenturm als Hühnerstall genutzt.                                                                    |                    | Baudenkmal     | Taubenturm |
| Dorfstraße 8 (Karte) | Schloss     | Als Gutshaus errichtet und als dieses bekannt. Sehenswert sind die Skulpturen auf dem Giebel und die Räume im Innern. |                    | Baudenkmal     | Schloss    |

### Grauingen
| Lage                  | Bezeichnung | Beschreibung | Erfassungs- nummer | Ausweisungsart | Bild       |
| --------------------- | ----------- | --- | ------------------ | -------------- | ---------- |
| Dorfstraße 39 (Karte) | Schulhaus   | Das Schulhaus ist ein Fachwerkgebäude mit Zwerchhaus, es ist unsymmetrisch und besitzt einen Spitzturm. Die damalige Gemeindeverwaltung hatte dort ihren Sitz. |                    | Baudenkmal     | Schulhaus  |
| Friedhof              | Grabmal I   | Vierkantgrabstein auf dem Friedhof in Grauingen mit zahlreichen Verzierungen. Das Grabmal ist so einzigartig in Calvörde.                                      |                    | Baudenkmal     | Grabmal I  |
| Friedhof (Karte)      | Grabmal II  | Wie das Grabmal I auf dem Friedhof in Grauingen ist dieses Grabmal auch originell gestaltet, mit vielen kleinen Details.                                       |                    | Baudenkmal     | Grabmal II |

### Klüden
| Lage                      | Bezeichnung    | Beschreibung | Erfassungs- nummer | Ausweisungsart | Bild           |
| ------------------------- | -------------- | --- | ------------------ | -------------- | -------------- |
| Dorfstraße 5–18 (Karte)   |                | |                    | Baudenkmal     |                |
| Hauptstraße 25 (Karte)    |                | |                    | Baudenkmal     | BW             |
| An der Dorfstraße (Karte) | Kriegerdenkmal | Kriegerdenkmal für die gefallenen Söhne der ehemaligen Gemeinde Klüden im Ersten Weltkrieg. Der hohe Bau aus Sandstein ist in Form eines Obelisken gefertigt, geschmückt durch Ehrenkranz und Eisernes Kreuz, bekrönt mit einem Adler. |                    | Baudenkmal     | Kriegerdenkmal |

### Lössewitz
| Lage                          | Bezeichnung                                           | Beschreibung | Erfassungs- nummer | Ausweisungsart | Bild                                                  |
| ----------------------------- | ----------------------------------------------------- | --- | ------------------ | -------------- | ----------------------------------------------------- |
| Dorfstraße 5, 6, 8, 9 (Karte) | Fachwerk- und Ziegelbauten im Ortskern – Straßenzeile | Städtebauliche Qualität im Runddorf Lössewitz, es sind Fachwerkhäuser und Ziegelbauten vorhanden, die meisten aus dem 19. Jahrhundert. |                    | Baudenkmal     | Fachwerk- und Ziegelbauten im Ortskern – Straßenzeile |

### Mannhausen
| Lage                          | Bezeichnung    | Beschreibung | Erfassungs- nummer | Ausweisungsart | Bild           |
| ----------------------------- | -------------- | --- | ------------------ | -------------- | -------------- |
| Dorfplatz 6 (Karte)           | Bauernhaus     | |                    | Baudenkmal     | BW             |
| Hauptstraße 1 (Karte)         | Schulhaus      | Ein hochgebautes Ziegelbauwerk mit Spitzturm und Glocke. Das Schulhaus im Mannhausener Ortskern ist ein Blickfang.                                                                                   |                    | Baudenkmal     | Schulhaus      |
| Hauptstraße/Dorfplatz (Karte) | Kriegerdenkmal | Kriegerdenkmal für die Gefallenen des Deutsch-Französischen Kriegs. Das in Säulenform auf einem Sockel stehende Denkmal ist einzigartig in seiner Form zwischen Altmark und Börde sowie im Drömling. |                    | Baudenkmal     | Kriegerdenkmal |
| Lindenstraße 13 (Karte)       |                | |                    | Baudenkmal     | BW             |

### Velsdorf
| Lage                           | Bezeichnung           | Beschreibung | Erfassungs- nummer | Ausweisungsart | Bild           |
| ------------------------------ | --------------------- | --- | ------------------ | -------------- | -------------- |
| Calvörder Straße (Karte)       | Kriegerdenkmal        | Kriegerdenkmal für die Gefallenen des Ersten und Zweiten Weltkriegs am Rande des Dorfkerns gelegen. Das Denkmal besteht aus mehreren Felsbrocken, die aus der Region stammen. | 094 84096          | Baudenkmal     | Kriegerdenkmal |
| Im Dorf 11, 11a (Karte)        | Bauernhof             | | 094 84097          | Baudenkmal     | BW             |
| Im Winkel 1 (Karte)            | Gaststätte Isernhagen | Das massive und zweigeschossige Fachwerkhaus war einst eine Gaststätte, heute ist es das Dorfgemeinschaftshaus.                                                               | 094 84095          | Baudenkmal     | BW             |
| Landstraße 24 / K 1138 (Karte) | Wegweiser             | Alter Wegweiser an der Landstraße. Das Denkmal besteht aus rotem Sandstein, seine Inschriften sind noch heute deutlich zu lesen. Es ist über 100 Jahre alt.                   | 094 30511          | Kleindenkmal   | Wegweiser      |

### Wegenstedt
| Lage                                                   | Bezeichnung            | Beschreibung | Erfassungs- nummer | Ausweisungsart | Bild                   |
| ------------------------------------------------------ | ---------------------- | --- | ------------------ | -------------- | ---------------------- |
| Neue Straße 31, 33, 35, 37, 41, 44, 46, 48 und (Karte) | Dorfkirche Wegenstedt  | Alte Dorfkirche, deren Grundmauern zeigen, dass sie nicht die erste Ortskirche war. Sie besitzt drei Glocken und ist im Innern reich geschmückt. Sie ist die älteste Kirche in Calvörde und besteht zum großen Teil aus Bruchsteinen. |                    | Baudenkmal     | Dorfkirche Wegenstedt  |
| Oebisfelder Straße 33, 35 (Karte)                      | Fabrikantenvilla       | Massiver Ziegelbau, reich geschmückt |                    | Baudenkmal     | Fabrikantenvilla       |
| Neue Straße 26 (Karte)                                 | Evangelischer Pfarrhof | Der Pfarrhof besitzt folgende denkmalgeschützte Bauten: Pfarrhaus, Geschichtswerkstatt, Dorfkirche, Kriegerdenkmäler, Grabsteine, alte Gräber, Gedenktafeln                                                                           |                    | Baudenkmal     | Evangelischer Pfarrhof |

### Zobbenitz
| Lage                            | Bezeichnung | Beschreibung | Erfassungs- nummer | Ausweisungsart | Bild   |
| ------------------------------- | ----------- | --- | ------------------ | -------------- | ------ |
| Dorfstraße 6, 8–23, 60 (Karte)  | Anger       | Der Anger ist das Zentrum in Zobbenitz, er ist in seiner Hufeisenfurm noch aus Gründerzeiten so erhalten geblieben. | 094 84142          | Baudenkmal     | Anger  |
| Dorfstraße (Karte)              | Kirche      | | 094 84140          | Baudenkmal     | Kirche |
| Mittelstraße 4 (Karte)          | Schule      | Riesiges und massives Ziegelbauwerk mit einigen kleinen Holzdetails am Giebel. Das Bauwerk besitzt einen Mitteltrakt und wurde lange als Schulhaus genutzt. Nach der Schulschließung erfuhr das Bauwerk eine Sanierung und Umgestaltung zum Dorfgemeinschaftshaus. | 094 84141          | Baudenkmal     | Schule |
| Kreisstraße 1140 / 1141 (Karte) | Wegweiser   | Er ist eine vierkantige Säule aus rotem Sandstein. | 094 30518          | Baudenkmal     | BW     |

## Legende
In den Spalten befinden sich folgende Informationen:
- Lage: Nennt den Straßennamen und wenn vorhanden die Hausnummer des Kulturdenkmals. Die Grundsortierung der Liste erfolgt nach dieser Adresse. Der Link „Karte“ führt zu verschiedenen Kartendarstellungen und nennt die geographischen Koordinaten.
Link zu einem Kartenansichtstool, um Koordinaten zu setzen. In der Kartenansicht sind Baudenkmale ohne Koordinaten mit einem roten bzw. orangen Marker dargestellt und können in der Karte gesetzt werden. Baudenkmale ohne Bild sind mit einem blauen bzw. roten Marker gekennzeichnet, Baudenkmale mit Bild mit einem grünen bzw. orangen Marker.
- Offizielle Bezeichnung: Nennt den Namen, die Bezeichnung oder zumindest die Art des Kulturdenkmals und verlinkt, soweit vorhanden, auf den Artikel zum Objekt.
- Beschreibung: Nennt bauliche und geschichtliche Einzelheiten des Kulturdenkmals, vorzugsweise die Denkmaleigenschaften.
- Erfassungsnummer: Für jedes Kulturdenkmal wird in Sachsen-Anhalt eine 20stellige Erfassungsnummer vergeben. Die letzten zwölf Ziffern werden für die Untergliederung nach Teilobjekten genutzt und werden nur angegeben, soweit vergeben. In dieser Spalte kann sich folgendes Icon  befinden, dies führt zu Angaben zu diesem Baudenkmal bei Wikidata.
- Ausweisungsart: Die Einordnung des Denkmales nach § 2 Abs. 2 DenkmSchG LSA
- Bild: Ein Bild des Denkmales, und gegebenenfalls einen Link zu weiteren Fotos des Kulturdenkmals im Medienarchiv Wikimedia Commons. Wenn man auf das Kamerasymbol klickt, können Fotos zu Kulturdenkmalen aus dieser Liste hochgeladen werden: